# Xylethrus
Genre
Xylethrus est un genre d'araignées aranéomorphes de la famille des Araneidae.

## Distribution
Les espèces de ce genre se rencontrent en Amérique tropicale.

## Liste des espèces
Selon World Spider Catalog (version 17.0, 28/03/2016) :
- Xylethrus ameda Levi, 1996
- Xylethrus anomid Levi, 1996
- Xylethrus arawak Archer, 1965
- Xylethrus perlatus Simon, 1895
- Xylethrus scrupeus Simon, 1895
- Xylethrus superbus Simon, 1895

## Publication originale
- Simon, 1895 : Histoire naturelle des araignées. Paris, vol. 1, p. 761-1084 (texte intégral).